# گمینا میلنگک
گمینا میلنگک (به لهستانی:  Gmina Mielnik) یک گمینا در لهستان است که در شهرستان شمیاتچه واقع شده‌است. گمینا میلنگک ۱۹۶٫۲۴ کیلومتر مربع مساحت و ۲٬۶۹۶ نفر جمعیت دارد.